# S.A.R.S. (album)
S.A.R.S. je debitantski studijski album grupe S.A.R.S. objavljen 2009. godine za izdavačku kuću PGP RTS. 

## O albumu
S.A.R.S. je postigao izniman uspjeh na čitavom prostoru bivše Jugoslavije pjesmom "Buđav lebac", koja je postavljena na YouTube bez ikakve promocije zajedno sa spotom napravljenim praktički bez sredstava na kućnom računalu Nakon neočekivanog uspjeha pjesme "Buđav lebac", S.A.R.S. je odlučio snimiti svoj prvi album. U ožujku 2009. godine, dovršen je prvi studijski album S.A.R.S. za izdavačku kuću PGP RTS uz producentsku pomoć Đorđa Miljenovića.
Usprkos nagradama POPBOKS-a za najbolju pjesmu i otkriće 2008. godine, Uroš Smiljanić, kritičar istog elektroničkog časopisa, izdaje recenziju u kojoj zaključuje kako je istoimeni debitantski album S.A.R.S.-a "tanak sloj prost(ačk)og humora i jeftinijeg formalnog eksperimentisanja razmazan preko debelog komada ničega." Uroš Milovanović ocijenio je ovaj album potpuno drugačijim: "Vrstu osveženja u izrazu bend nadograđuje odličnim pjevanjem, solidnom svirkom... i vještim korištenjem svoje žanrovske fleksibilnosti zarad postizanja željenog efekta."
Najpopularnije pjesme s albuma su: "Buđav lebac", "Ratujemo ti i ja", "Debeli lad" i "Rakija", koje grupa i danas svira na koncertima. Autori pjesama su Dragan Kovačević-Žabac i Vladimir Popović-Hobbo, a glavni vokal je Žarko Kovačević-Žare.
Među gostima na ovom izdanju pojavljuju se multi-instrumentalist Nemanja Kojić - Kojot (Eyesburn) koji je svirao trombon u pjesmama "Ratujemo ti i ja" i "Zubarka", multi-instrumentalist Aleksandar Sedlar, koji je svirao buzuki u istim pjesmama, a Nikola Demonja saksofon, te bubnjar Vladan Rajović koji je svirao u pjesmi "Zubarki". Istovremeno s albumom, izašao je i animirani spot za pjesmu Buđav lebac, koji je crtao ilustrator Aleksa Gajić. Album je uskoro reizdala i izdavačka kuća Zmex.
Srpska plivačica Nađa Higl je pred finalnu utrku na 200 metara prsnim stilom u Rimu 2009. godine, u kojoj je postavila novi europski rekord i postala svjetska prvakinja, pjevušila pjesmu "Buđav lebac". Kasnije joj je publika na dočeku ispred beogradske Gradske skupštine skandirala refren pjesme, a na dočeku organiziranom u njenu čast u rodnom Pančevu, nastupila je i grupa S.A.R.S. kojoj se u pjevanju priključila i sama Nađa.
Album je polučio uspjeh i u Hrvatskoj pa je S.A.R.S. uskoro imao brojna gostovanja.

## Popis pjesama
| Br. | Skladba                               | Trajanje |
| --- | ------------------------------------- | -------- |
| 1.  | »Intro: Ptičji grip«                  | 0.27     |
| 2.  | »Buđav lebac«                         | 3.27     |
| 3.  | »Ibro«                                | 4.15     |
| 4.  | »Rakija«                              | 4.30     |
| 5.  | »Ana«                                 | 2.29     |
| 6.  | »Ratujemo ti i ja«                    | 4.02     |
| 7.  | »Sindrom lidera male stranke«         | 2.01     |
| 8.  | »Debeli lad«                          | 4.07     |
| 9.  | »Đuričko«                             | 3.05     |
| 10. | »Budim se (feat. Skaj Vikler)«        | 3.40     |
| 11. | »Zubarka«                             | 4.57     |
| 12. | »Bonus: Buđav lebac (Rahmanee remix)« | 4.31     |